# Pankrác z Windisch-Graetze
Pankrác z Windisch-Graetze (německy Pankraz Graf von Windisch-Graetz, 1525 – 20. října 1591) byl jihorakouský šlechtic z rodu Windisch-Graetzů (Slovenj Gradec na území dnešního Slovinska) v Rakousku, od roku 1551 říšský svobodný pán a roku 1557 povýšený do hraběcího stavu.

## Život
Narodil se jako druhý syn Kryštofa I. z Windisch-Graetze († 1549) a jeho manželky Anny z Lichtenštejna-Murau († 1557), dcerou Kryštofa I. z Lichtenštejna-Murau-Seltenheimu († 1504) a Radegundy z Arbergu († kolem roku 1526). Jeho prarodičí byli Kolman z Windisch-Graetze († asi 1502) a Valburga z Gutštejna.
Jedním z jeho předků byl Heřman II. z Windisch-Graetze († 1329), městský soudce ve Štýrském Hradci (fl. 1299), a Markéty († asi 1299).
7. července 1551 král a pozdější císař Ferdinand I. povýšil Pankráce a jeho bratra Erasma II. († 1573) do hodnosti říšského svobodného pána (barona) spolu s bratranci Šebestiánem (1517 – 1579) a Jakubem II. (1524 – 1577), syny Siegfrieda z Windisch-Graetze († 1541).
V roce 1557 byl Pankrác z Windisch-Graetze povýšen do hraběcího stavu s přídomkem z Windisch-Graetze. Do knížecího stavu byl rod povýšen 18. května 1822.

## Manželství a rodina
Pankrác z Windisch-Graetze byl třikrát ženat. Poprvé se oženil v roce 1559 s Markétou sv. paní Ungnadovou ze Sonneggu († 18. března 1570), dcerou Jana Ungnada ze Sonneggu, se kterou měl 5 dětí:
- Erenrich z Windisch-Graetze († 1602), ženatý 1597 s hraběnkou Kateřinou Ursiniovou de Blagai
- Kateřina († 7. července 1582), dvakrát provdaná, I. od 28. srpna 1569 za svobodného pána Jiřího Zikmunda z Herbersteinu (1518 – 1578), II. za Kryštofa ze Stadelu
- Eva, 28. 2.1577 provdaná za sv. pána Zikmunda ze Schritzenbaumu
- Marie († asi 15. října 1599), od 8. února 1587 provdaná za sv. pána Mikuláše z Gingeru
- Alžběta (* 9. července 1569 – † 29. dubna 1656)

Podruhé se Pankrác z Windisch-Graetze oženil 1. července 1571 s Reginou ze Scherfenbergu, která však zemřela 17. července 1571, asi dva týdny po svatbě.
Potřetí se Pankrác z Windisch-Graetze oženil 30. listopadu 1572 s hraběnkou Hipolytou Šlikovou (* 1535 – 14. října 1598), dcerou hraběte Kašpara III. Šlika († 1575) a jeho manželky Elišky z Vartenberka († 1572).  Z tohoto manželství se narodilo dalších 7 dětí:  
- Bedřich z Windisch-Graetze (* asi 1574 – 10. května 1649), hrabě, ženatý 1626 s hraběnkou Alžbětou z Auerspergu (* 1585 – 17. února 1649), dcerou svobodného pána Wolfganga Zikmunda z Auerspergu (15953–15543–1583)[ujasnit] a Felicitas z Windisch-Graetze (1560 – 1615), vnučka Siegfrieda z Windisch-Graetze (1485 – 1541), dcera svobodného pána Jakuba II. z Windisch-Graetze (1524 – 1577) a Anny Marie von Welz († 1564)
- Kryštof III. z Windisch-Graetze († 4. 2. 1628), ženatý 1. února 1613 v Klagenfurtu s svobodnou paní Marií Salome z Khevenhülleru (* 14. července 1590, Klagenfurt – 7. července 1650, Řezno)
- Kašpar
- Lukrécie († 19. září 1616)
- Johana († 25. dubna 1658
- Anna
- Judita